# Endlich Witwer
Endlich Witwer ist ein deutscher Fernsehfilm aus dem Jahr 2018 von Pia Strietmann mit Joachim Król in der Hauptrolle. Die Komödie wurde am 13. Mai 2019 im ZDF erstmals ausgestrahlt.

## Handlung
Der Kunstrasenfabrikant Georg Weiser will seiner Frau verkünden, dass er der von ihr geplanten Scheidung zustimmen will, denn nach 30 Jahren Ehe endlich sein eigenes Leben führen zu können, erscheint ihm hoffnungsvoll. Während er ihr seinen Entschluss mühsam mitzuteilen versucht und sich wundert, dass er keine Antwort erhält, stellt er fest, dass seine Frau Brigitte soeben gestorben ist. Schon die Beerdigung scheint für ihn mehr eine Befreiung als ein trauriges Ereignis zu sein. Zur Verwunderung der Trauergäste verkündet er, das Grab mit Kunstrasen zu „bepflanzen“.
Weiser ist fest entschlossen, das nachzuholen, was er all die Jahre nicht durfte, weil seine Frau zu Hause das Sagen hatte. Er gönnt sich einen Kühlschrank voller Bier, einen Panoramafernseher und hat endlich seine Ruhe. Er entfernt alles aus dem Haus, was ihn an seine Ehefrau erinnern könnte: das Familien-Foto an der Wand, die Teppiche, die schwere Couch-Garnitur. Fast gerührt ist er allerdings, als er in der Tiefkühltruhe einen Abschiedsbrief seiner Frau findet, wo sie ihm mitteilt, dass sie ihm noch zum Abschied und für den Übergang sein Lieblingsessen vorgekocht hat, da sie ja vorhatte, das gemeinsame Haus zu verlassen. So vergehen die ersten Tage, und Georg geht kaum noch aus dem Haus, wäscht nur das Nötigste und rasiert sich nicht mehr. Allerdings geht er auch mal wieder ins Büro, wo er eigentlich gar nicht gebraucht wird. Seine Sekretärin meint, er solle sich doch ruhig noch ein wenig Zeit für sich selbst nehmen.
Mit seinen Kindern will Georg eigentlich keinen großen Kontakt. Doch das lässt sich nicht vermeiden, da Sohn Gerd auf Auszahlung seines Erbanteils besteht. Er hat keine hohe Meinung von seinem Vater, der als Unternehmer nie Zeit für seine Kinder hatte. Tochter Susanne hält sich etwas zurück und möchte die Erinnerung an ihre Mutter bewahren. Auch um den Zustand ihres Vaters macht sie sich Sorgen und hilft ihm, so er es zulässt. Um nicht mit ansehen zu müssen, wie ihrem Elternhaus und ihrem Vater die Verwahrlosung droht, gibt sie eine Suchannonce für eine Haushaltshilfe auf. Ihr Vater ist darüber verärgert, wie er auch sonst nur noch gegen alles grummelt und ihm nichts recht zu sein scheint. Er schickt alle Bewerberinnen unbesehen weg, kann aber der couragierten Gisela Rückert zunächst nichts entgegensetzen. Sie drängt sich einfach ins Haus und beginnt zu putzen. Trotzdem wirft er sie hinaus, was seiner Tochter endgültig zu viel ist. Sie droht ihrem Vater an, ebenfalls ihr Pflichtteil einzuklagen, wenn er sich nicht bei Gisela entschuldige und sie zurückhole. Missmutig fügt sich Georg und lässt sich von seiner Tochter zu Gisela fahren. Hier beginnt er nachdenklich zu werden, als er sieht, in welchem sozialen Umfeld die Frau mit ihrem Sohn lebt. Er hat das Gefühl, ihr helfen zu müssen, damit sie aus ihrem Leben mehr machen kann als nur putzen zu gehen. Zunächst hilft sie aber ihm und bringt ihn dazu, sich mit einem alten Schulfreund zu treffen und sogar zu einem Klassentreffen zu gehen. Hier wird ihm klar, dass er irgendwie in der Endlosschleife seines Alltags festzuhängen scheint. Das zu ändern gelingt ihm mit Giselas Hilfe, für die er allmählich eine väterliche Fürsorge entwickelt. Auch zu ihrem Sohn findet er besseren Zugang, als er erfährt, dass dessen Vater nicht mehr lebt und seine Mutter alles allein bewältigen muss. Allerdings muss er sich nun auch ein paar Wahrheiten über sich anhören, die er nur schwer verarbeiten kann. Auch von seinen Kindern, die ihm klarzumachen versuchen, dass er ihre Familie kaputt gemacht hat. Immer war ihm die Firma wichtiger, und er hielt ihnen stets vor, dass sie ohne ihn und sein Geld nichts gewesen wären. Er nimmt seinem Sohn noch heute übel, dass er nicht mit in seine Firma eingestiegen ist. Allerdings kommt ihm Gerds derzeitiger Job als Detektiv durchaus gelegen. Er engagiert ihn, um den neuen Bekannten seiner Putzfrau zu überprüfen. Gisela hat ihm zwar untersagt, sich in ihre Privatangelegenheiten zu mischen, so wie er es ja auch wünscht, aber Georg spürt, dass der Mann nicht das ist, was er vorgibt zu sein. Die Zusammenarbeit mit seinem Sohn bringt die beiden wieder zueinander. Georg ist erstaunt über die Professionalität, mit der Gerd ans Werk geht. So stellt sich tatsächlich heraus, dass der angebliche Kernphysiker lediglich Hausmeister ist und mit seiner Masche nur Frauen herumkriegen will.
So lernt Georg Weiser allmählich ins Leben zurückzufinden, dank seiner Haushaltshilfe, die ihm klargemacht hat, dass dieses Leben vielleicht doch ein klein wenig komplexer ist, als er es wahrhaben möchte. Er versöhnt sich mit seinen Kindern und zahlt beiden einen großen Teil ihres Erbes aus, da er eingesehen hat, dass sie das Geld jetzt brauchen und nicht erst, wenn er tot ist. Er richtet Brigittes Grab ordentlich her, indem er den Kunstrasen entfernt und einen Gärtner mit der Pflege beauftragt. Er verkauft seine Firma und macht sich mit einem Wohnmobil auf Tour.

„Erst sehen Sie jahrelang nicht was Sie haben, dann schnallen Sie keine Sekunde, was Ihnen alles geblieben ist.“

## Hintergrund
Die Dreharbeiten für Endlich Witwer erfolgten unter dem Arbeitstitel Weiser vom 26. Juni bis zum 28. Juli 2017 in Berlin und Umgebung. Die Szenen in und vor der Kirche wurden in der katholischen Kirche St. Nikolaus in Wittenau gedreht.

## Rezeption

### Einschaltquote
Die Erstausstrahlung von der Komödie am 13. Mai 2019 im ZDF erreichte respektable 7,40 Millionen Zuschauer und einen Marktanteil von 14,9 Prozent.
Der Film wurde 2019 beim Münchner Filmfest, beim Festival des deutschen Films Ludwigshafen und beim Biberacher Filmfest gezeigt.

### Kritiken
Rainer Tittelbach von Tittelbach.tv wertete: „Endlich Witwer“ „ist eine Character-driven-Komödie, wie sie das deutsche Fernsehen nur selten hervorbringt. Die einfallsreich inszenierte Tragikomödie […] ist sehr viel komplexer als die üblichen Stinkstiefel-Komödien. Die Ausgangssituation ist bizarr. Die Stimmungslage ambivalent. Die Hauptfigur, auf den ersten Blick ein Spießer & Langweiler, ist skurril, widersprüchlich, hat Ecken & Kanten und durchaus Potenzial; das allerdings ist auf dem Weg durchs Leben verschütt gegangen. […] Król ist immer gut, hatte aber lange nicht mehr die Möglichkeit, so viele Nuancen, Ton- & Gefühlslagen zu spielen: Wie er‘s macht ist ganz große Klasse!“
Bei der Frankfurter Rundschau schrieb Tilmann P. Gangloff: „Solche Glücksfälle sind selten, aber es gibt sie: Filme, die wunschlos glücklich machen. Drehbuch, Schauspieler, Bildgestaltung, Ausstattung: Selbst notorische Nörgler dürften es schwer haben, bei dieser Komödie ein Haar in der Suppe zu finden.“
Die Redaktion der Tagesspiegel urteilte: „Joachim Król brilliert in der ZDF-Tragikomödie ‚Endlich Witwer‘ als Misanthrop mit Eigensinn,“ „einen schrägen, verkapselten Solisten. Mit eigener Note gibt Król der Figur die Stimmung- und Tonlagen einer Person, die nicht weise sein will und sich von innen her gegen das Leben abdichtet. Wer kann das so eigen überzeugend spielen – wenn nicht dieser Schauspielkünstler?“
Oliver Jungen von der FAZ wertete ebenfalls nur positiv: „Das Buch von Martin Rauhaus ist für eine Melancholie-Komödie ungewöhnlich feinsinnig, sowohl in Bezug auf überraschende Volten und offen endende Handlungsstränge als auch hinsichtlich der nie abgeschmackten Dialoge. Pia Strietmanns Regie wiederum geizt nicht mit warmen Farben und warmherzigen Einfällen, die auf prächtige Weise mit Georgs ausgestellter, aber selbstredend nur auf Angst beruhender Gefühlskälte kollidieren. Sie findet starke Bilder für die emotionale Verunsicherung der Hauptfigur.“
Sidney Schering urteilte für quotenmeter.de: „Dank Króls ebenso kurzweiligem wie überzeugend-fiesem Spiel und der geschliffen geschriebenen Meckermonologe schafft «Endlich Witwer», woran manche Stinkstiefel-Dramödien scheitern: Der Protagonist ist als unausstehlicher Meckerfritze glaubwürdig und dennoch als Film-Hauptfigur ansprechend.“ „Man sich fragt: ‚Wieso geht das nicht öfter so!?‘“